# Liste der Nummer-eins-Hits in Irland (1999)
Dies ist eine Liste der Nummer-eins-Hits in Irland im Jahr 1999. Sie basiert auf den offiziellen Singlecharts in Irland, die im Auftrag der Irish Recorded Music Association (IRMA) erstellt werden. Es gab in diesem Jahr 19 Nummer-eins-Singles und 19 Nummer-eins-Alben.

## Singles
| ← 1998 ← | Liste der Nummer-eins-Hits in Irland | Liste der Nummer-eins-Hits in Irland | Liste der Nummer-eins-Hits in Irland | 2000 → |
| \| Zeitraum \| Wo. ges. \| Interpret \| Titel Autor(en) \| Zusätzliche Informationen \| \| (Zeitraum, Wochen auf Platz eins, Interpret, Titel, Autor[en], zusätzliche Informationen) \| \| \| \| \| \| ----------------------------------------------------------------------------------------- \| -------- \| ------------------------ \| -------------------------------------------------------------------------------------------------------------------------------------------------------------------------------------------------------------------------- \| ---------------------------------------------------------------------------------------------------------------------------------------------------------------------------------------- \| \| 26. Dezember 1998 – 1. Januar 1999 1 Woche \| 1 \| Spice Girls \| Goodbye Emma Lee Bunton, Melanie Janine Brown, Melanie Jayne Chisholm, Victoria Adams, Matthew Paul Rowbottom, Richard Frederick Stannard \| – \| \| 2. Januar 1999 – 29. Januar 1999 4 Wochen \| 4 \| Chef \| Chocolate Salty Balls (P. S. I Love You) Randolph Severn Parker III. \| – \| \| 30. Januar 1999 – 19. Februar 1999 3 Wochen \| 3 \| The Offspring \| Pretty Fly (for a White Guy) Bryan Keith Holland, Thomas Sylvester Allen, Harold Ray Brown I, Howard E. Scott, Morris Dewayne Dickerson, Gerald Goldstein, Le Roy Lonnie Jordan, Charles William Miller, Lee Oskar Levitin \| – \| \| 20. Februar 1999 – 2. April 1999 6 Wochen \| 6 \| Britney Spears \| … Baby One More Time Martin Karl Sandberg \| – \| \| 3. April 1999 – 7. Mai 1999 5 Wochen \| 5 \| Westlife \| Swear It Again Wayne Anthony Hector, Steven McCutcheon \| – \| \| 8. Mai 1999 – 22. Mai 1999 2 Wochen \| 2 \| TLC \| No Scrubs Kandi L. Burruss, Tameka D. Cottle, Kevin Briggs \| – \| \| 23. Mai 1999 – 4. Juni 1999 2 Wochen \| 2 \| Verschiedene Interpreten \| Candle for Kosovo Rob McCloud \| Ein Sänger namens Rain, eine Sängerin namens Tara Byrne und 45 Schülerinnen des Ursuline Convent in Cork nahmen diesen Benefizsong zugunsten der Flüchtlinge des Kosovokriegs auf.[1][2] \| \| 5. Juni 1999 – 18. Juni 1999 2 Wochen \| 2 \| Baz Luhrmann \| Everybody’s Free (To Wear Sunscreen) Musik: Nigel Andrew Swanston, Tim Cox; Text: Mary Schmich \| – \| \| 19. Juni 1999 – 25. Juni 1999 1 Woche \| 1 \| Shania Twain \| That Don’t Impress Me Much Shania Twain, Robert John Lange \| – \| \| 26. Juni 1999 – 23. Juli 1999 4 Wochen \| 4 \| ATB \| 9 PM (Till I Come) Andre Tanneberger, Julio Posadas Gilabert, Yolanda Rivera Garrido, Angel Ferrerons Arcos \| – \| \| 24. Juli 1999 – 30. Juli 1999 1 Woche \| 1 \| Ricky Martin \| Livin’ La Vida Loca Robi Rosa, Desmond Child \| – \| \| 31. Juli 1999 – 13. August 1999 2 Wochen \| 2 \| Ronan Keating \| When You Say Nothing at All Paul L. Overstreet, Don Schlitz \| – \| \| 14. August 1999 – 27. August 1999 2 Wochen \| 2 \| Westlife \| If I Let You Go Per Olof Magnusson, David Bengt Kreuger, Jörgen Kjell Aake Elofsson \| – \| \| 28. August 1999 – 17. September 1999 3 Wochen \| 3 \| Lou Bega \| Mambo No. 5 (A Little Bit Of …) Musik: Dámaso Pérez Prado; zusätzlicher Text: Christian Pletschacher, David Lubega \| – \| \| 18. September 1999 – 22. Oktober 1999 5 Wochen \| 5 \| Eiffel 65 \| Blue (Da Ba Dee) Musik: Maurizio Lobina, Gianfranco Randone; Text: Massimo Gabutti, Maurizio Lobina \| – \| \| 23. Oktober 1999 – 19. November 1999 4 Wochen \| 4 \| Westlife \| Flying Without Wings Wayne Anthony Hector, Steven McCutcheon \| – \| \| 20. November 1999 – 3. Dezember 1999 2 Wochen \| 2 \| Dustin \| 32 Counties \| – \| \| 4. Dezember 1999 – 10. Dezember 1999 1 Woche \| 1 \| Boyzone \| Every Day I Love You Gary B. Baker, Jerry Allan Williams, Frank Joseph Myers \| – \| \| 11. Dezember 1999 – 17. Dezember 1999 1 Woche \| 1 \| Macy Gray \| I Try Natalie Renée Hinds, David L. Wilder, Jinsoo Lim, Jeremy Ruzumna \| – \| \| 18. Dezember 1999 – 19. Januar 2000 5 Wochen \| 5 \| Westlife \| I Have a Dream / Seasons in the Sun Benny Goran Bror Andersson, Björn K. Ulvaeus / Jacques Romain Brel; englischer Text: Rod McKuen \| – \| |                                      |                                      | | |
| ← 1998 |                                      |                                      | | → 2000 → |
| Zeitraum | Wo. ges.                             | Interpret                            | Titel Autor(en) | Zusätzliche Informationen |
| (Zeitraum, Wochen auf Platz eins, Interpret, Titel, Autor[en], zusätzliche Informationen) |                                      |                                      | | |
| 26. Dezember 1998 – 1. Januar 1999 1 Woche | 1                                    | Spice Girls                          | Goodbye Emma Lee Bunton, Melanie Janine Brown, Melanie Jayne Chisholm, Victoria Adams, Matthew Paul Rowbottom, Richard Frederick Stannard                                                                                  | – |
| 2. Januar 1999 – 29. Januar 1999 4 Wochen | 4                                    | Chef                                 | Chocolate Salty Balls (P. S. I Love You) Randolph Severn Parker III. | – |
| 30. Januar 1999 – 19. Februar 1999 3 Wochen | 3                                    | The Offspring                        | Pretty Fly (for a White Guy) Bryan Keith Holland, Thomas Sylvester Allen, Harold Ray Brown I, Howard E. Scott, Morris Dewayne Dickerson, Gerald Goldstein, Le Roy Lonnie Jordan, Charles William Miller, Lee Oskar Levitin | – |
| 20. Februar 1999 – 2. April 1999 6 Wochen | 6                                    | Britney Spears                       | … Baby One More Time Martin Karl Sandberg | – |
| 3. April 1999 – 7. Mai 1999 5 Wochen | 5                                    | Westlife                             | Swear It Again Wayne Anthony Hector, Steven McCutcheon | – |
| 8. Mai 1999 – 22. Mai 1999 2 Wochen | 2                                    | TLC                                  | No Scrubs Kandi L. Burruss, Tameka D. Cottle, Kevin Briggs | – |
| 23. Mai 1999 – 4. Juni 1999 2 Wochen | 2                                    | Verschiedene Interpreten             | Candle for Kosovo Rob McCloud | Ein Sänger namens Rain, eine Sängerin namens Tara Byrne und 45 Schülerinnen des Ursuline Convent in Cork nahmen diesen Benefizsong zugunsten der Flüchtlinge des Kosovokriegs auf. |
| 5. Juni 1999 – 18. Juni 1999 2 Wochen | 2                                    | Baz Luhrmann                         | Everybody’s Free (To Wear Sunscreen) Musik: Nigel Andrew Swanston, Tim Cox; Text: Mary Schmich | – |
| 19. Juni 1999 – 25. Juni 1999 1 Woche | 1                                    | Shania Twain                         | That Don’t Impress Me Much Shania Twain, Robert John Lange | – |
| 26. Juni 1999 – 23. Juli 1999 4 Wochen | 4                                    | ATB                                  | 9 PM (Till I Come) Andre Tanneberger, Julio Posadas Gilabert, Yolanda Rivera Garrido, Angel Ferrerons Arcos | – |
| 24. Juli 1999 – 30. Juli 1999 1 Woche | 1                                    | Ricky Martin                         | Livin’ La Vida Loca Robi Rosa, Desmond Child | – |
| 31. Juli 1999 – 13. August 1999 2 Wochen | 2                                    | Ronan Keating                        | When You Say Nothing at All Paul L. Overstreet, Don Schlitz | – |
| 14. August 1999 – 27. August 1999 2 Wochen | 2                                    | Westlife                             | If I Let You Go Per Olof Magnusson, David Bengt Kreuger, Jörgen Kjell Aake Elofsson | – |
| 28. August 1999 – 17. September 1999 3 Wochen | 3                                    | Lou Bega                             | Mambo No. 5 (A Little Bit Of …) Musik: Dámaso Pérez Prado; zusätzlicher Text: Christian Pletschacher, David Lubega | – |
| 18. September 1999 – 22. Oktober 1999 5 Wochen | 5                                    | Eiffel 65                            | Blue (Da Ba Dee) Musik: Maurizio Lobina, Gianfranco Randone; Text: Massimo Gabutti, Maurizio Lobina | – |
| 23. Oktober 1999 – 19. November 1999 4 Wochen | 4                                    | Westlife                             | Flying Without Wings Wayne Anthony Hector, Steven McCutcheon | – |
| 20. November 1999 – 3. Dezember 1999 2 Wochen | 2                                    | Dustin                               | 32 Counties | – |
| 4. Dezember 1999 – 10. Dezember 1999 1 Woche | 1                                    | Boyzone                              | Every Day I Love You Gary B. Baker, Jerry Allan Williams, Frank Joseph Myers | – |
| 11. Dezember 1999 – 17. Dezember 1999 1 Woche | 1                                    | Macy Gray                            | I Try Natalie Renée Hinds, David L. Wilder, Jinsoo Lim, Jeremy Ruzumna | – |
| 18. Dezember 1999 – 19. Januar 2000 5 Wochen | 5                                    | Westlife                             | I Have a Dream / Seasons in the Sun Benny Goran Bror Andersson, Björn K. Ulvaeus / Jacques Romain Brel; englischer Text: Rod McKuen                                                                                        | – |

## Alben
| ← 1998 ← | Liste der Nummer-eins-Hits in Irland | Liste der Nummer-eins-Hits in Irland | Liste der Nummer-eins-Hits in Irland              | 2000 →                    |
| \| Zeitraum \| Wo. ges. \| Interpret \| Titel \| Zusätzliche Informationen \| \| (Zeitraum, Wochen auf Platz eins, Interpret, Titel, zusätzliche Informationen) \| \| \| \| \| \| ------------------------------------------------------------------------------ \| -------- \| -------------------------- \| ------------------------------------------------- \| ------------------------- \| \| 24. Dezember 1998 – 13. Januar 1999 3 Wochen \| 3 \| George Michael \| Ladies and Gentlemen – The Best of George Michael \| – \| \| 14. Januar 1999 – 3. März 1999 7 Wochen \| 7 \| Fatboy Slim \| You’ve Come a Long Way, Baby \| – \| \| 4. März 1999 – 10. März 1999 1 Woche (insgesamt 2) \| 2 \| The Chieftains \| Tears of Stone \| – \| \| 11. März 1999 – 17. März 1999 1 Woche \| 1 \| Lauryn Hill \| The Miseducation of Lauryn Hill \| – \| \| 18. März 1999 – 24. März 1999 1 Woche \| 1 \| Blur \| 13 \| – \| \| 25. März 1999 – 31. März 1999 1 Woche (insgesamt 2) \| 2 \| The Chieftains \| Tears of Stone \| – \| \| 1. April 1999 – 5. Mai 1999 5 Wochen \| 5 \| (Verschiedene Interpreten) \| Now That’s What I Call Music 42 \| – \| \| 6. Mai 1999 – 2. Juni 1999 4 Wochen \| 4 \| ABBA \| Gold – Greatest Hits \| – \| \| 3. Juni 1999 – 23. Juni 1999 3 Wochen \| 3 \| Boyzone \| … By Request – The Best of Boyzone \| – \| \| 24. Juni 1999 – 21. Juli 1999 4 Wochen \| 4 \| (Soundtrack) \| Dawson’s Creek \| – \| \| 22. Juli 1999 – 25. August 1999 5 Wochen \| 5 \| (Verschiedene Interpreten) \| Now That’s What I Call Music 43 \| – \| \| 26. August 1999 – 29. September 1999 5 Wochen \| 5 \| (Verschiedene Interpreten) \| Big Hits 99 \| – \| \| 30. September 1999 – 6. Oktober 1999 1 Woche \| 1 \| Christy Moore \| Traveller \| – \| \| 7. Oktober 1999 – 13. Oktober 1999 1 Woche \| 1 \| Garth Brooks \| In the Life of Chris Gaines \| – \| \| 14. Oktober 1999 – 20. Oktober 1999 1 Woche \| 1 \| Brian Kennedy \| Now That I Know What I Want \| – \| \| 21. Oktober 1999 – 27. Oktober 1999 1 Woche \| 1 \| Shania Twain \| Come On Over \| – \| \| 28. Oktober 1999 – 3. November 1999 1 Woche \| 1 \| (Verschiedene Interpreten) \| Huge Hits 99 \| – \| \| 4. November 1999 – 17. November 1999 2 Wochen \| 2 \| Westlife \| Westlife \| – \| \| 18. November 1999 – 8. Dezember 1999 3 Wochen \| 3 \| The Corrs \| Unplugged \| – \| \| 9. Dezember 1999 – 5. Januar 2000 4 Wochen \| 4 \| Céline Dion \| All the Way… A Decade of Song \| – \| |                                      |                                      |                                                   |                           |
| ← 1998 |                                      |                                      |                                                   | → 2000 →                  |
| Zeitraum | Wo. ges.                             | Interpret                            | Titel                                             | Zusätzliche Informationen |
| (Zeitraum, Wochen auf Platz eins, Interpret, Titel, zusätzliche Informationen) |                                      |                                      |                                                   |                           |
| 24. Dezember 1998 – 13. Januar 1999 3 Wochen | 3                                    | George Michael                       | Ladies and Gentlemen – The Best of George Michael | –                         |
| 14. Januar 1999 – 3. März 1999 7 Wochen | 7                                    | Fatboy Slim                          | You’ve Come a Long Way, Baby                      | –                         |
| 4. März 1999 – 10. März 1999 1 Woche (insgesamt 2) | 2                                    | The Chieftains                       | Tears of Stone                                    | –                         |
| 11. März 1999 – 17. März 1999 1 Woche | 1                                    | Lauryn Hill                          | The Miseducation of Lauryn Hill                   | –                         |
| 18. März 1999 – 24. März 1999 1 Woche | 1                                    | Blur                                 | 13                                                | –                         |
| 25. März 1999 – 31. März 1999 1 Woche (insgesamt 2) | 2                                    | The Chieftains                       | Tears of Stone                                    | –                         |
| 1. April 1999 – 5. Mai 1999 5 Wochen | 5                                    | (Verschiedene Interpreten)           | Now That’s What I Call Music 42                   | –                         |
| 6. Mai 1999 – 2. Juni 1999 4 Wochen | 4                                    | ABBA                                 | Gold – Greatest Hits                              | –                         |
| 3. Juni 1999 – 23. Juni 1999 3 Wochen | 3                                    | Boyzone                              | … By Request – The Best of Boyzone                | –                         |
| 24. Juni 1999 – 21. Juli 1999 4 Wochen | 4                                    | (Soundtrack)                         | Dawson’s Creek                                    | –                         |
| 22. Juli 1999 – 25. August 1999 5 Wochen | 5                                    | (Verschiedene Interpreten)           | Now That’s What I Call Music 43                   | –                         |
| 26. August 1999 – 29. September 1999 5 Wochen | 5                                    | (Verschiedene Interpreten)           | Big Hits 99                                       | –                         |
| 30. September 1999 – 6. Oktober 1999 1 Woche | 1                                    | Christy Moore                        | Traveller                                         | –                         |
| 7. Oktober 1999 – 13. Oktober 1999 1 Woche | 1                                    | Garth Brooks                         | In the Life of Chris Gaines                       | –                         |
| 14. Oktober 1999 – 20. Oktober 1999 1 Woche | 1                                    | Brian Kennedy                        | Now That I Know What I Want                       | –                         |
| 21. Oktober 1999 – 27. Oktober 1999 1 Woche | 1                                    | Shania Twain                         | Come On Over                                      | –                         |
| 28. Oktober 1999 – 3. November 1999 1 Woche | 1                                    | (Verschiedene Interpreten)           | Huge Hits 99                                      | –                         |
| 4. November 1999 – 17. November 1999 2 Wochen | 2                                    | Westlife                             | Westlife                                          | –                         |
| 18. November 1999 – 8. Dezember 1999 3 Wochen | 3                                    | The Corrs                            | Unplugged                                         | –                         |
| 9. Dezember 1999 – 5. Januar 2000 4 Wochen | 4                                    | Céline Dion                          | All the Way… A Decade of Song                     | –                         |